# Oxblod

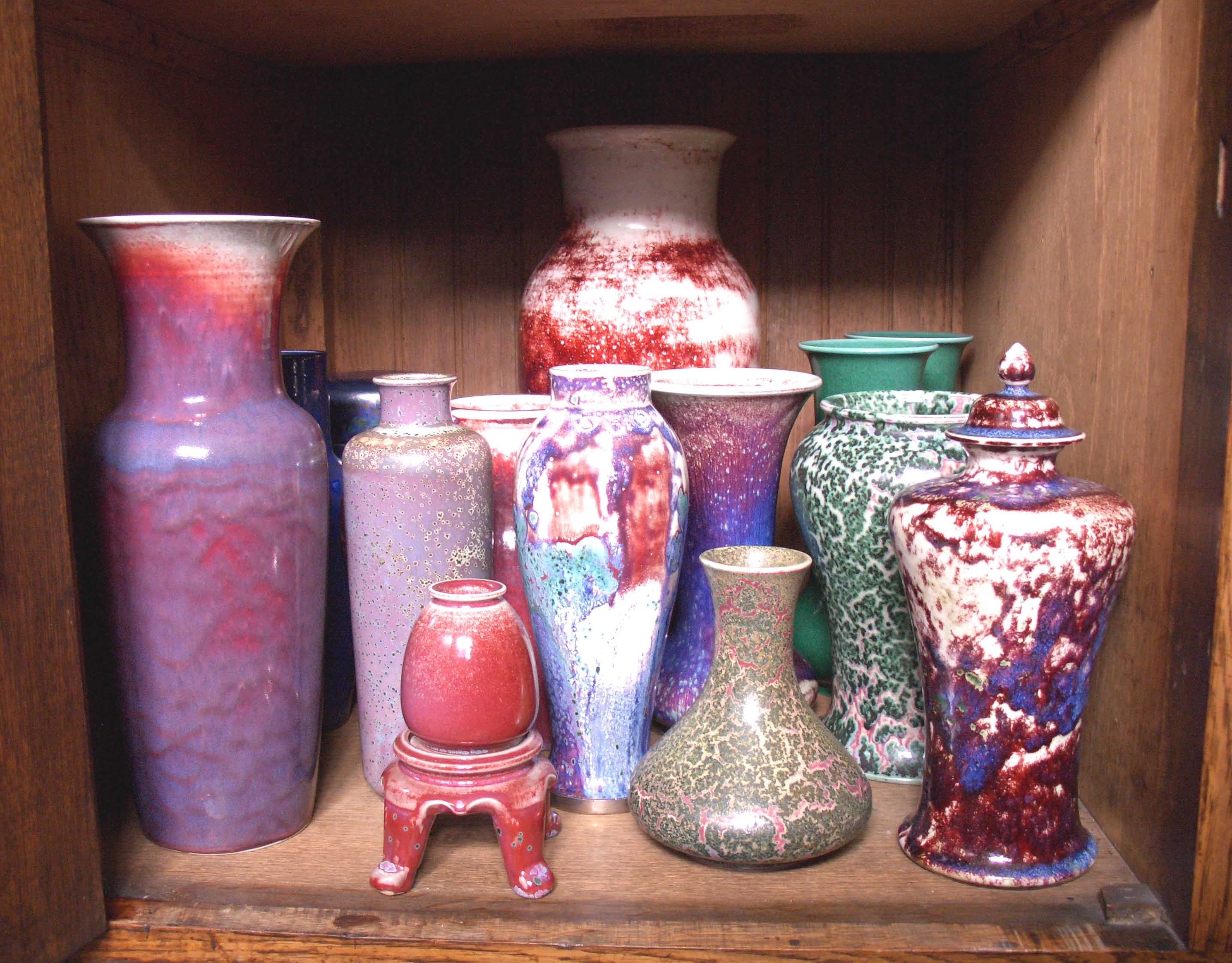
Ruskin-keramik med kopparglasyrer

Oxblodsglasyr, eller bara oxblod, sang de bœuf, är en glasyr som räknas till de klassiska orientaliska glasyrerna, i likhet med exempelvis chün, celadon, och tenmoku. Den ska inte förväxlas med färgordet oxblod, som syftar på en vinröd färg. 
Glasyren innehåller kopparoxid eller kopparkarbonat, som får sin mörka djupröda färg genom reduktion, att syretillförseln "stryps" medan glasyren ännu är flytande. Detta kan åstadkommas genom att införa brännande ämnen, som orsakar rökutveckling, och således förtränger syret i ugnen, eller genom att tillföra gas. På gasugnar räcker det ibland med att öka gastrycket. Kopparoxiden/karbonaten, som i vanliga fall ger gröna toner (oxiderande atmosfär) fäller ut som små partiklar som antar röda toner. Total reduktion leder till att oxiden metalliserar, vilket oftast inte är önskvärt. Därför är det viktigt att hitta precis rätt grad av reduktion/oxidation. Kopparröda glasyrer uppträder ofta även som röd-gröna glasyrer. 
Förmågan att mästra utvecklingen av reduktionen/oxidationen (och därmed få rätt balans mellan grönt och rött) anses ofta av keramiker karaktärisera keramikerns allmänna hantverksskicklighet.
Det finns även kopparröda glasyrer med inslag av vitt.